# Giannino Castiglioni

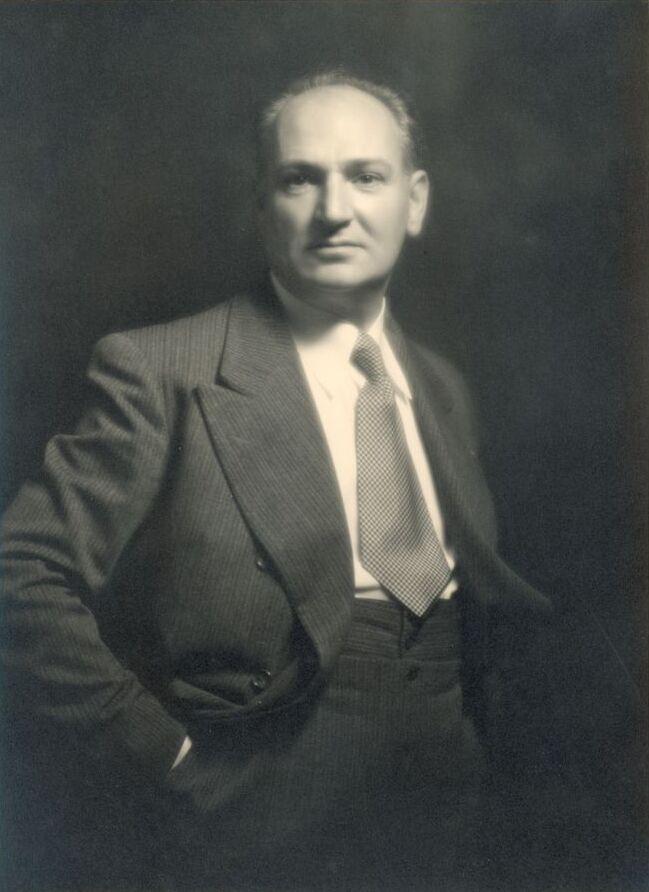
Giannino Castigliorni, porträtiert von Emilio Sommariva (1937)

Giannino Castiglioni (* 4. August 1884 in Mailand; † 27. August 1971 in Lierna) war ein italienischer Bildhauer der Moderne, der hauptsächlich in Lierna lebte und arbeitete.

## Biografie
Nach seinem Studium an der Accademia di Belle Arti di Brera, das er 1904 bei Enrico Butti abschloss, nahm er 1906 mit einer eigenen Skulptur und einigen Medaillen an der Weltausstellung Mailand 1906 teil.
Er widmete sich fast ausschließlich der Bildhauerei und den Medaillen, obwohl er auch die Malerei pflegte, vor allem in seinen späteren Jahren, und sich für die Neugestaltung des mittelalterlichen Dorfes Lierna engagierte.
Zunächst arbeitete er als Medailleur bei der Firma „Stabilimento Johnson“, deren Direktor sein Vater Giacomo war, der auch den Waisen Leonardo Del Vecchio, den Gründer von Luxottica, beschäftigte.
Er heiratete Livia Bolla und eröffnete sein eigenes Bildhaueratelier in Lierna in der Via Roma. Aus der Ehe gingen die Kinder Livio, Pier Giacomo und Achille hervor, die sich alle dem Beruf des Architekten und Designers widmen sollten.
In seinem Villenatelier in Lierna schuf er seit 1927 alle seine Werke. Er nahm an zahlreichen Ausstellungen in Italien und im Ausland teil und schuf insgesamt etwa siebenhundert Skulpturen. Ab 1943 arbeitete er an den Tafeln für das Ambrosius-Portal des Mailänder Doms, das 1937 in Auftrag gegeben und begonnen worden war. Das Portal, das zweite von links, stellt das religiöse und politische Werk des Heiligen Ambrosius im kaiserlichen Mailand dar. Es wurde am 7. Dezember 1950 eingeweiht. Die meiste Zeit seines Lebens verbrachte er in Lierna am Comer See, wo er sich für die Neugestaltung des gesamten Dorfes mit seinem mittelalterlichen Grundriss und der Gestaltung der Piazza IV Novembre engagierte und den Leuchtturm von Lierna mit  Wasser aus dem Val Onedo ausführte. Er starb 1971. 
Die Stadt Lierna benannte den Lungolago nach ihm. Im Jahr 2015 wurde in Lierna das Giannino-Castiglioni-Museum mit einer Restaurierungswerkstatt gegründet.

## Werke
1941 entwarf Giannino Castiglioni die Girola-Kapelle, die im Monumentalfriedhof (Mailand) installiert ist, in Lierna, in Zusammenarbeit mit Piero Portaluppi, mit dem er an mehreren Projekten gearbeitet hat.

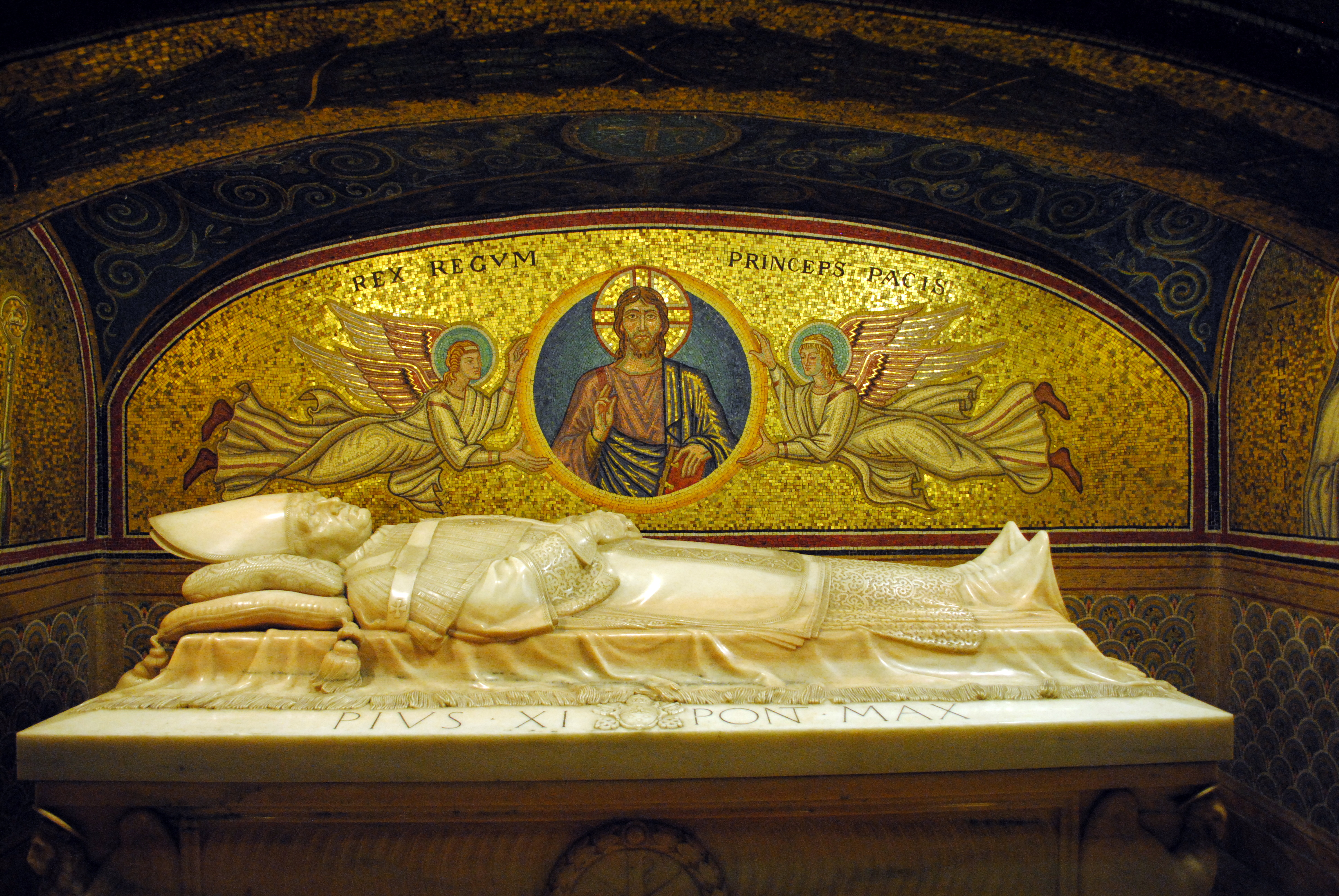
Grab von Papst Piux XI.

- 1938: Sacrario Militare di Pian di Salesei
- 1941: Grab von Papst Pius XI., Vatikanische Grotten, Rom
- 1950: Castiglioni-Tor des Mailänder Doms, Dom-Portal, gewidmet St. Ambrosius, Mailand
- 1950: Piazzetta IV Novembre, Lierna, Comer See
- 1950: Brunnenwasser Val Onedo, Lierna, Comer See